# Hôtel de Sicard
L'hôtel de Sicard est un hôtel situé à Caunes-Minervois, en France.

## Description
La première mention de l'édifice date de 1662. L'immeuble comprend deux parties bien distinctes, séparées par un passage intérieur et une tourelle d'escalier en vis. La partie gothique comprend la tourelle d'escalier, simple tour ronde non appareillée ; un arc-boutant supportant un passage intérieur ; l'immeuble gauche. Sur la rue, au premier étage, s'ouvre une fenêtre à meneaux croisés. La partie Renaissance présente des baies à meneau horizontal avec encadrement orné de pilastres nus.
L'entrée comprend une porte piétonne et une large baie de boutique, le tout réuni dans un même ensemble architectural.

## Historique
Du nom de son propriétaire Jean Sicard, consul à Caunes en 1659 et propriétaire du lieu en  1662.
L'édifice est inscrit au titre des monuments historiques en 1948.